# Vigna di Leonardo da Vinci

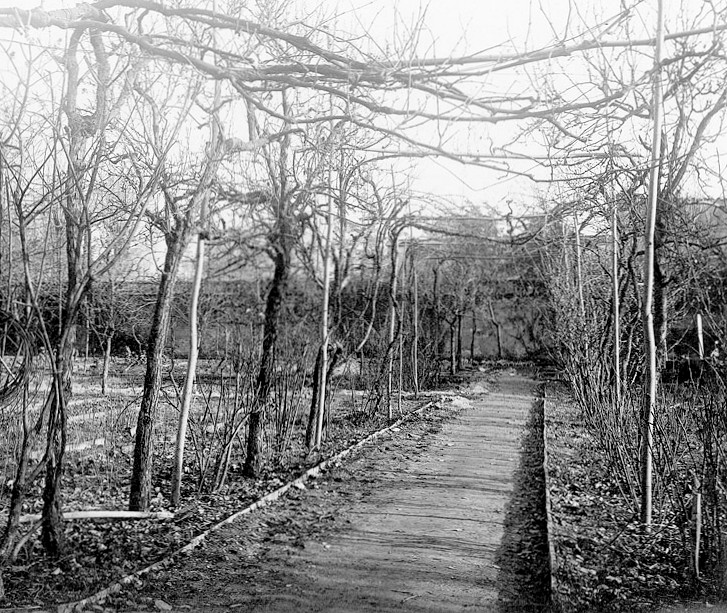
La vigna nel 1920 prima della distruzione

La vigna di Leonardo da Vinci (o solo vigna di Leonardo) è un vigneto che Ludovico il Moro donò a Leonardo da Vinci nel 1498, mentre stava ancora lavorando all'Ultima Cena, come gesto di riconoscenza per «le svariate e mirabili opere da lui eseguite per il duca».

## Descrizione

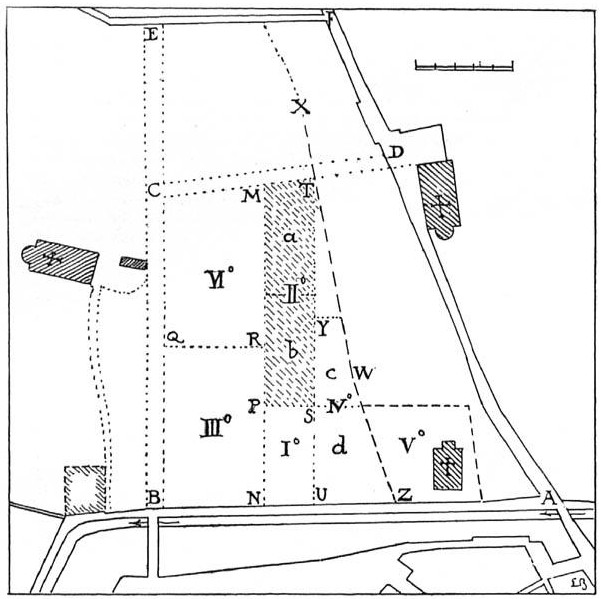
Posizione della vigna secondo Luca Beltrami

La vigna era posta oltre il quartiere di Porta Vercellina a Milano, nei pressi del Borgo delle Grazie, sul terreno della vigna grande di San Vittore.
La donazione prevedeva un terreno di 16 pertiche senza indicarne i confini. Nel Codice Atlantico e nel manoscritto I di Francia si trovano annotazioni di Leonardo per un terreno di dimensioni di 100 braccia milanesi (circa 59 metri) per 294 braccia (circa 175 metri) e la relativa corrispondenza a una superficie di pertiche milanesi 15 e tre quarti, cioè circa un ettaro; alcune di queste annotazioni sono accompagnate da riferimenti a confinanti della vigna.
Luca Beltrami nel 1920, sulla base dei documenti esistenti, descrisse la probabile posizione della vigna originaria, orientata secondo una direzione all'incirca parallela all'attuale via de Grassi; fotografò inoltre un vigneto ancora esistente sul posto, mentre si iniziava però a estirpare ogni coltivazione perché all'epoca era stata appena deliberata la suddivisione dei terreni della zona in lotti per nuove costruzioni.

## Storia
La vigna risulta già citata in un atto notarile del 2 ottobre 1498 e la donazione da parte di Ludovico il Moro venne confermata da una lettera-patente ufficiale, datata 26 aprile 1499.
Quando i francesi invasero il Ducato di Milano, costringendo Ludovico il Moro a fuggire e a rifugiarsi a Innsbruck, anche Leonardo lasciò la città, diretto a Mantova. Prima di partire (inverno 1500) affittò la vigna a messer Pietro di Giovanni da Oppreno, padre del suo allievo Gian Giacomo Caprotti, detto il Salai. L'autorità francese insediata in città rimise in discussione tutte le ultime donazioni effettuate dal Moro e nel 1502 confiscò la vigna per assegnarla a tale Leonino Biglia, un funzionario sforzesco. Quando nel 1507 Carlo II d'Amboise chiese a Leonardo di tornare a Milano, da Firenze dov'era, per concludere alcune opere che aveva cominciato, lui gli fece presente la confisca, trovando immediata soddisfazione. La vigna venne restituita a Leonardo con regolare delibera e la precisazione che l'artista non avesse «a patire spesa pur de uno soldo».
(Lettera del luogotenente generale di Luigi XII, Carlo d'Amboise, ai Maestri delle entrate straordinarie, 20 aprile 1507)
Leonardo rimase a Milano fino al 1513. Da lì fece ritorno a Roma e poi in Francia, dove morì. Nel suo testamento, redatto ad Amboise un mese prima della morte, ordinò che la vigna rettangolare venisse suddivisa in due lotti uguali, da assegnare l'uno al Salai, che su quel terreno aveva costruito una propria casa, e l'altro a Giovanbattista Villani, il servitore che l'aveva seguito in Francia. Nell'ultimo atto documentato in vita, Leonardo si ricordò della sua vigna.
(Dal testamento di Leonardo in Cloux, 23 aprile 1519)
Già nel 1534 Villani cedette il proprio lotto al vicino Monastero di San Gerolamo. Dell'altro lotto, quello più vicino all'attuale via Zenale, si sa che, dopo la morte di Salai (1524), passò in eredità alla sua famiglia.

## Il progetto scientifico

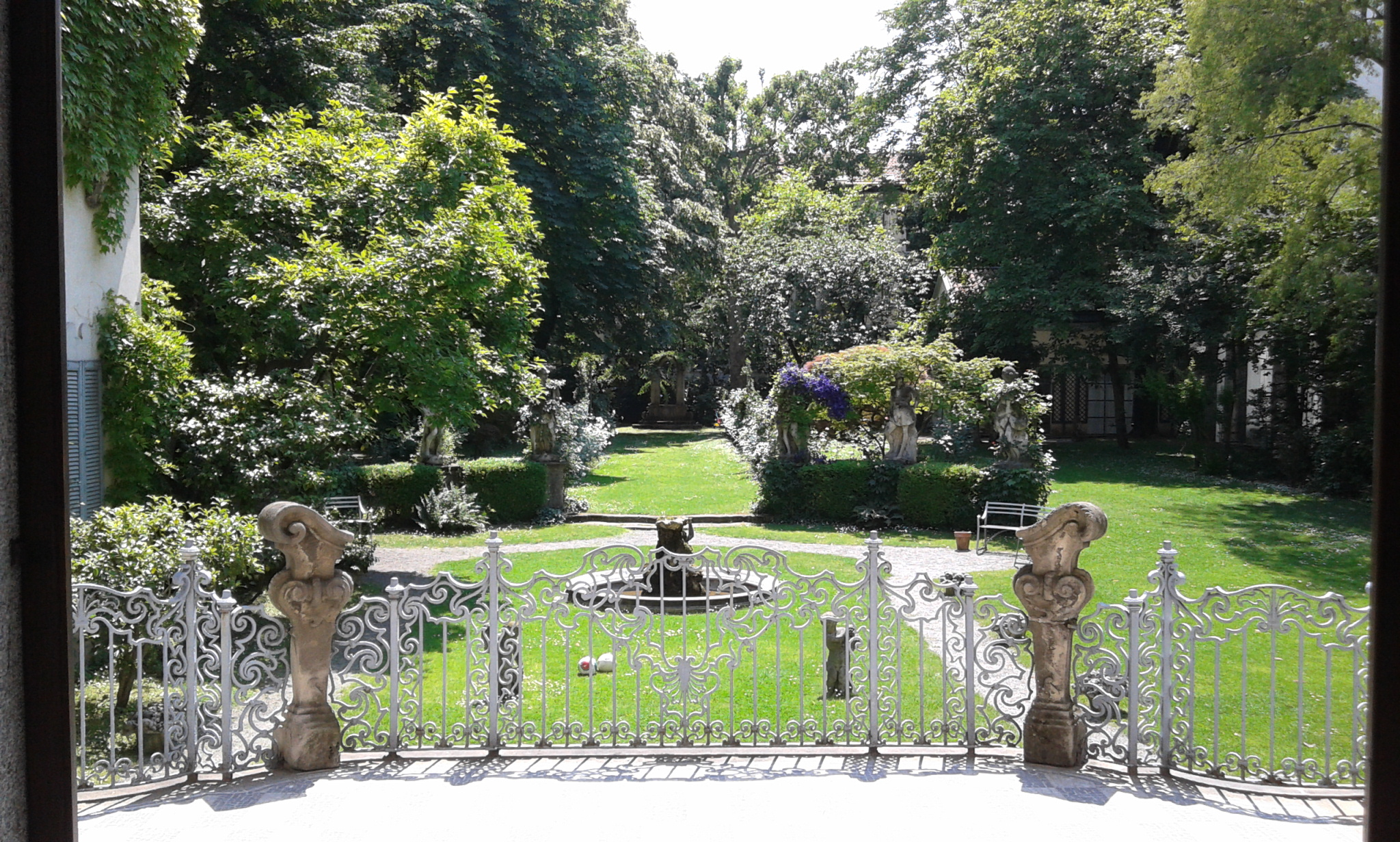
Giardino di Casa Atellani

In occasione di Expo 2015, nel 2007 sono partite alcune ricerche di residui biologici vivi della vigna originale all'interno del giardino di Casa Atellani, posta in prossimità dei confini della vigna originaria; tali ricerche hanno portato al reimpianto di malvasia di Candia Aromatica.